# Iron Fire
Iron Fire es una banda danesa de metal formada en 1995 bajo el nombre de Misery, el cual cambió a Decades of Darkness para finalmente ser Iron Fire.
Durante su historia, la composición de la banda ha sido muy inestable.

## Discografía

### Otros
- A Token Of My Hatred (2014) single